# Muchołap czubaty
Muchołap czubaty (Myiarchus crinitus) – gatunek ptaka z rodziny tyrankowatych (Tyrannidae).
SystematykaNie wyróżnia się podgatunków. Proponowany podgatunek boreus, opisany ze stanu Massachusetts, nie jest obecnie uznawany.

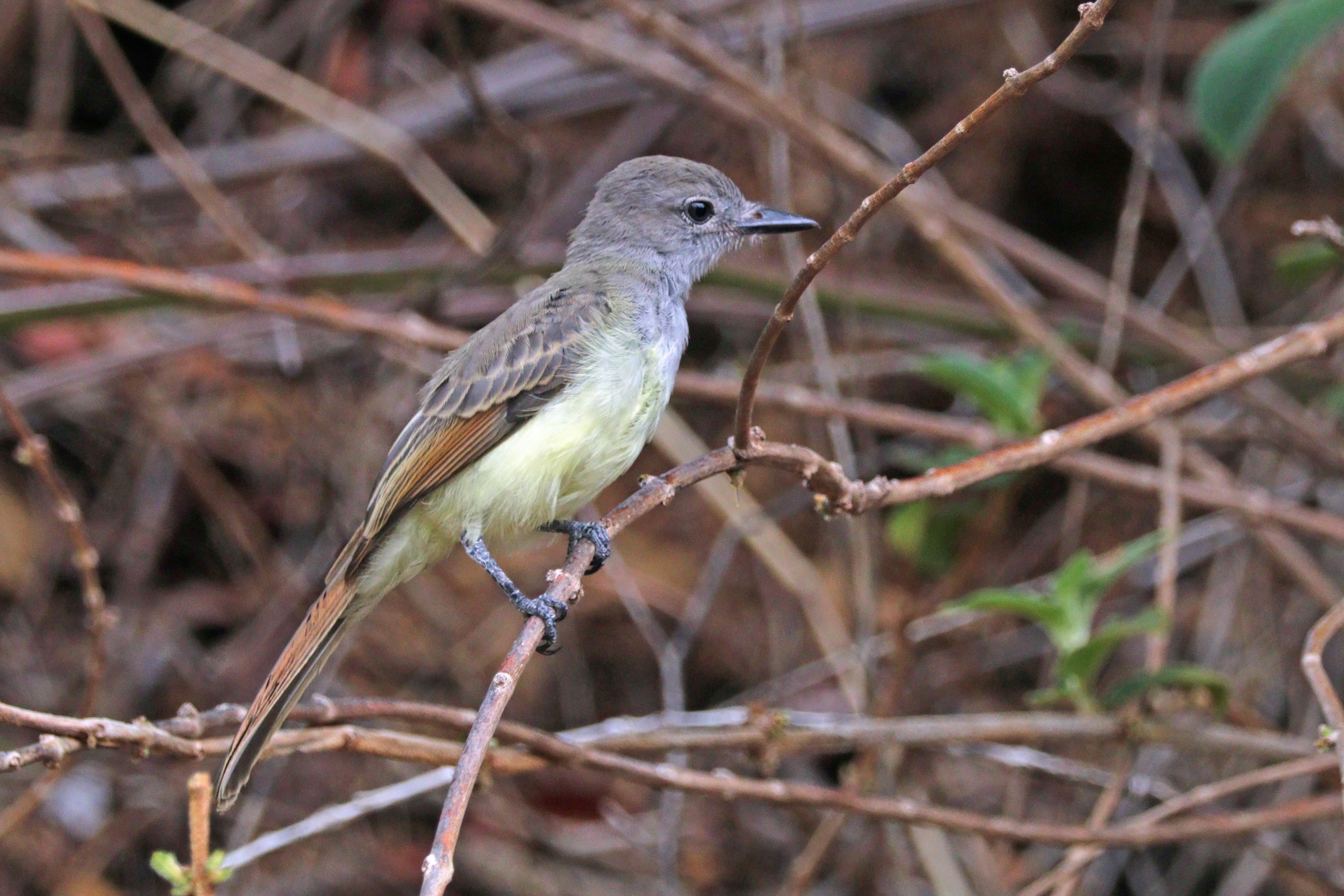
Osobnik sfotografowany w Panamie

WyglądWierzch oliwkowobrązowy. Gardło i pierś szare, brzuch jaskrawożółty. Skrzydła ciemnobrązowe z dwoma białymi paskami i cynamonowo-rdzawą barwą na lotkach I rzędu. Ogon brązowy. Obie płci podobne.
RozmiaryDługość ciała 18–21,5 cm; masa ciała 27,2–39,6 g.
Zasięg, środowiskoPospolity w lasach liściastych wschodniej i środkowej Ameryki Północnej (USA i Kanada). Zimuje na południowej Florydzie oraz od południowego Meksyku przez Amerykę Środkową do zachodniej i północnej Kolumbii i północno-zachodniej Wenezueli.
ZachowanieŻerując lub spotkawszy innego ptaka stroszy pióra na głowie, pochyla się do przodu z wyciągniętą szyją i wolno kiwa głową. Łatwiej go usłyszeć, niż zobaczyć.
StatusIUCN uznaje muchołapa czubatego za gatunek najmniejszej troski (LC, Least Concern) nieprzerwanie od 1988 roku. Organizacja Partners in Flight w 2017 roku szacowała liczebność populacji na około 6,7 miliona dorosłych osobników. Trend liczebności populacji uznawany jest za stabilny.